# بنكسياوية
البانكساوية (الاسم العلمي: Banksieae) هي قبيلة من النباتات تتبع الفصيلة البروطية من رتبة البروطيات.

## أجناس البانكساوية
- البانكسيا
- الدريندرة
- المسغرافيا